# 盛岡じゃじゃ麺

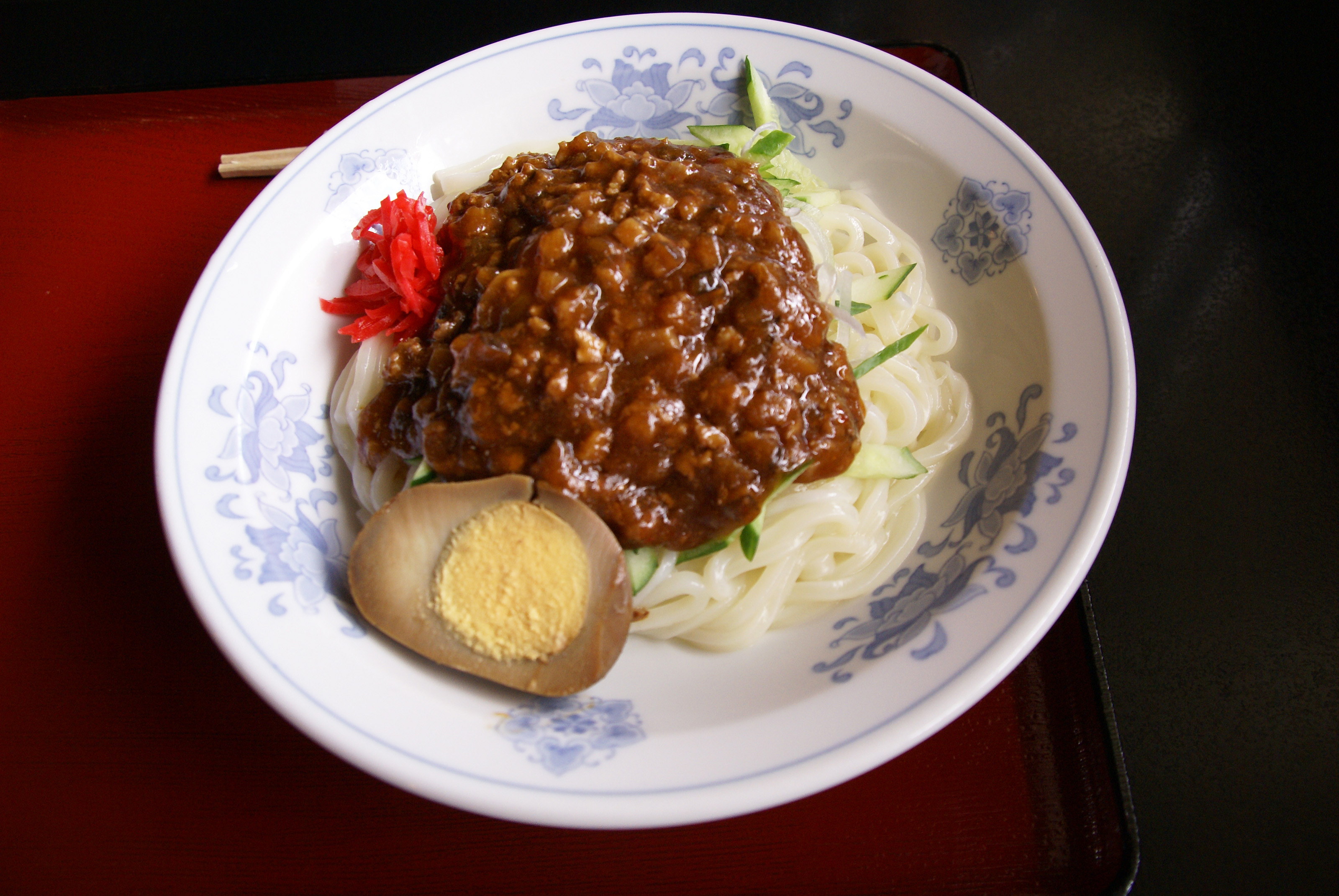
花巻のじゃじゃ麺

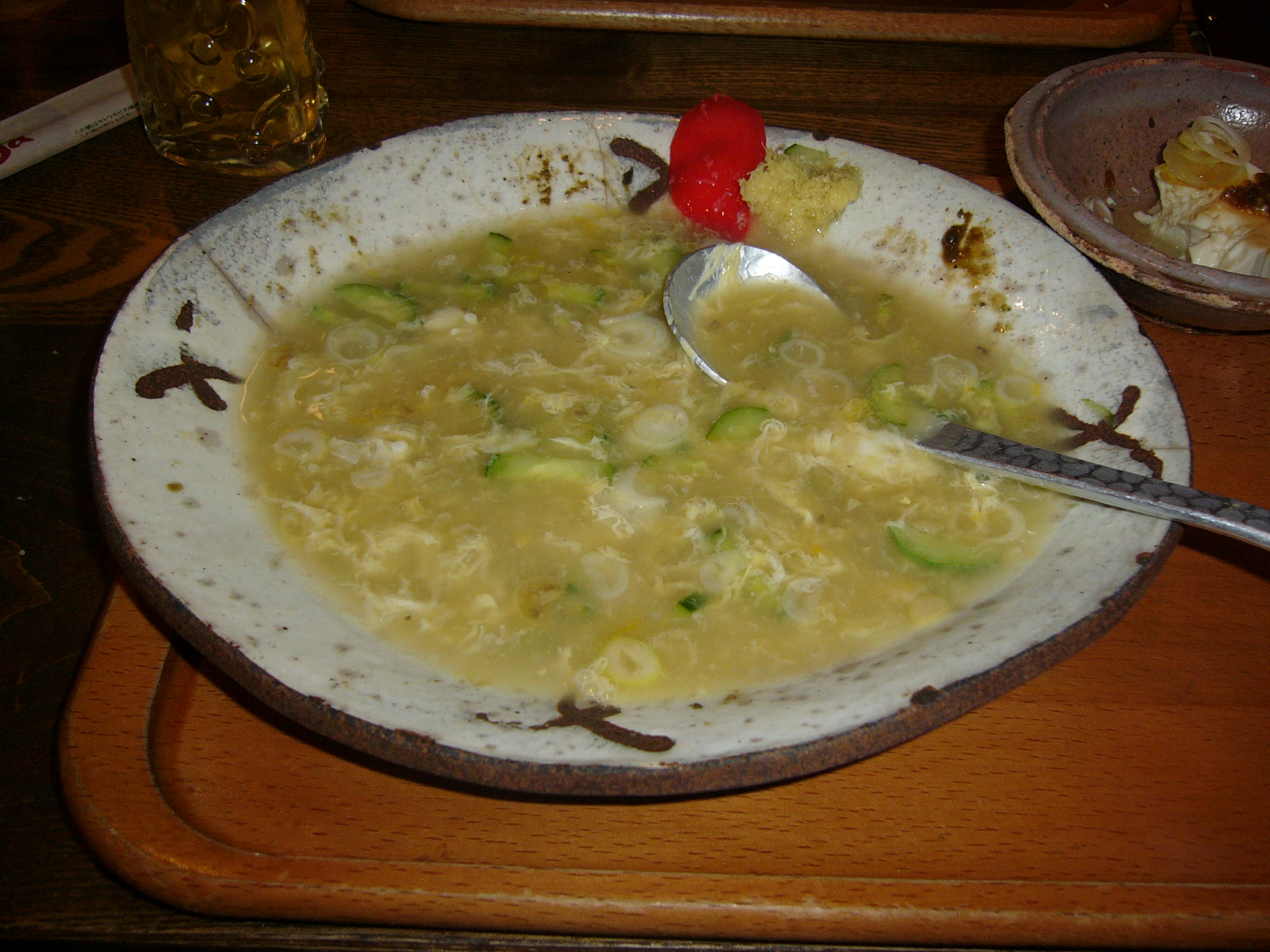
チータンタン

盛岡じゃじゃ麺（もりおかじゃじゃめん）は、岩手県盛岡市の郷土料理。わんこそば、冷麺と並んで「盛岡三大麺」または「いわての三大麺」と称される麺料理のひとつである。
戦前、現在の中国東北部にあたる旧満州に移住していた後、「白龍（パイロン）」の初代主人である高階貫勝が、満州時代に味わった炸醤麺を元に、終戦後の盛岡で屋台を始め、そこで盛岡人の舌にあうようにアレンジをくりかえすうちに、「じゃじゃ麺」としての独特の形が完成したといわれる。
中華麺とは異なり、じゃじゃ麺用の平打ちうどんか平うどんに似た独特の平麺に、特製の肉味噌とキュウリ、ネギをかけ、好みに合わせてラー油やおろしショウガやニンニクや酢をかけて食べる。
麺を食べ終わった後の器に、卵を割り肉味噌を加え、茹で汁を注いでかき混ぜたスープを「鶏蛋湯（チータンタン）」とよばれ、「チータン」と略されることが多い。
多くの場合、客が注文を出してから生麺を茹で始める形式であり、（立ち食い蕎麦などと比較して）調理に時間を要する。
盛岡市内でしか食べられない料理であったが、現在は県外各地の店舗で提供されていたり、通販サイトで購入できる。